# Mgławica Hantle
Mgławica Hantle (znana także jako M27, NGC 6853 lub Chinka) – mgławica planetarna znajdująca się w gwiazdozbiorze Liska. Została odkryta 12 lipca 1764 roku przez Charles’a Messiera. Jej nazwa Hantle (ang. Dumbbell) pochodzi od opisu Johna Herschela, który obserwował ją w 1828 roku. W jej wnętrzu znajduje się największy do tej pory odkryty biały karzeł.

## Pochodzenie mgławicy
Według obecnie przyjętej teorii dotyczącej ewolucji gwiazd, mgławica ta powstała w miejscu, gdzie jeszcze około miliona lat temu istniała gwiazda o masie kilkakrotnie większej od masy Słońca. Po przejściu przez fazę czerwonego olbrzyma, gwiazda ta przekształciła się w zmienną gwiazdę typu AGB, wyrzucającą w przestrzeń duże ilości materii. Z tej materii utworzyła się Mgławica Hantle. Pozostałością macierzystej gwiazdy mgławicy jest położony centralnie biały karzeł o masie 0,56 ± 0,01 M☉. Jest to największa znana obecnie gwiazda tego typu.
Przy kątowych wymiarach 8′× 5,5′ i sumarycznej jasności 7,5m mgławicę dostrzeżemy przez dobrą lornetkę, ale całą urodę ukażą dopiero długo naświetlane zdjęcia.

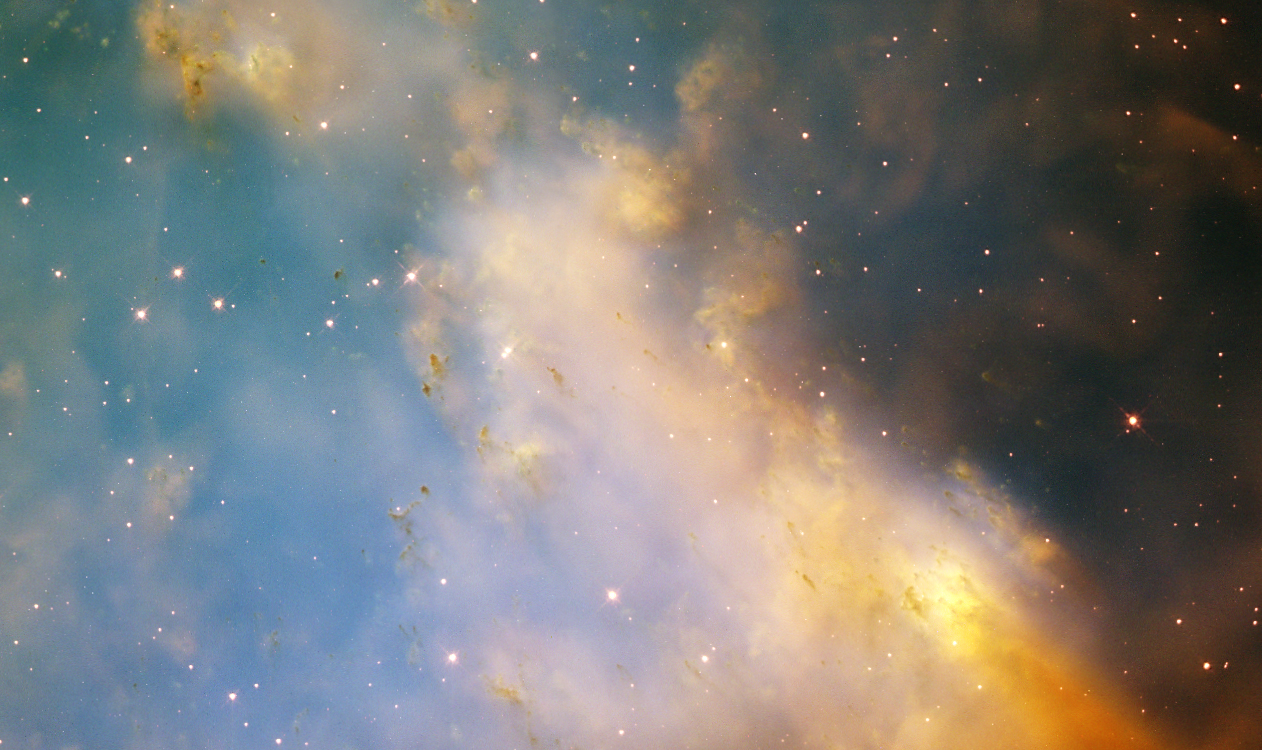
Szczegóły widoczne przez Kosmiczny Teleskop Hubble’a